# احمد الکعبی
احمد الکعبی (انگلیسی: Ahmed Al-Kaebi؛ زادهٔ ۱ دسامبر ۱۹۸۷) یک ورزشکار اهل عربستان سعودی است.
از باشگاه‌هایی که در آن بازی کرده‌است می‌توان به باشگاه فوتبال الشباب عربستان سعودی، باشگاه فوتبال القادسیه عربستان سعودی، باشگاه فوتبال الرائد عربستان سعودی، باشگاه فوتبال الشعله عربستان سعودی، و باشگاه فوتبال الحزم عربستان سعودی اشاره کرد.